# Brando Badoer
Brando Badoer, né le 15 septembre 2006 à Montebelluna, est un pilote automobile italien. En 2024, il participe au Championnat d'Europe de Formule Régionale. Il est le fils de Luca Badoer, ancien pilote de Formule 1.

## Biographie

### Formule 4

#### 2022

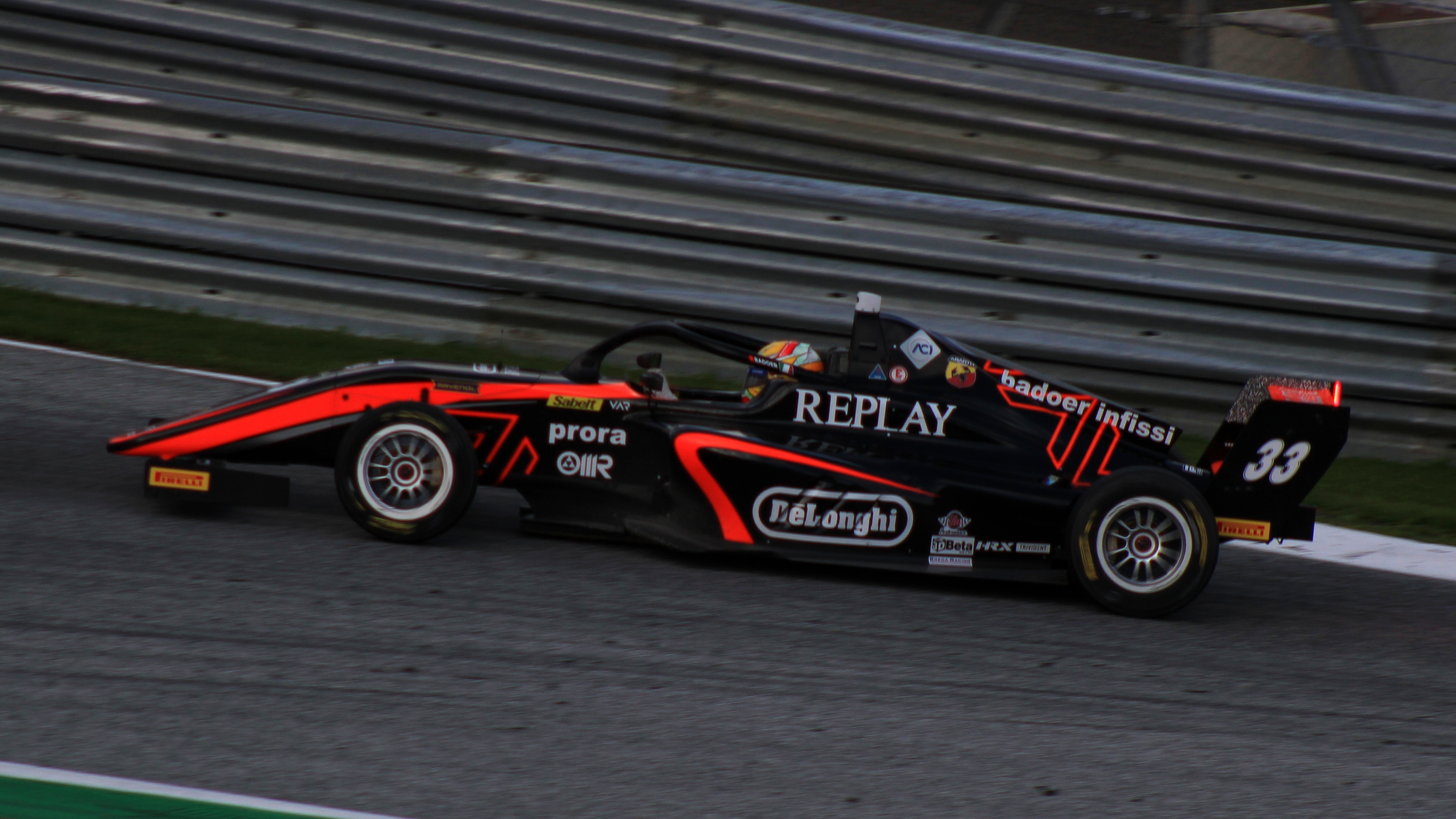
Brando Badoer en Formule 4 italienne en 2022 à Spielberg.

Badoer fait ses débuts en monoplace en 2022 dans le Championnat des Émirats arabes unis de Formule 4 avec AKM Motorsport. Il n'inscrit cependant aucun point et se classe à une lointaine vingt-huitième place. Pour sa saison principale, il rejoint le championnat italien et signe avec Van Amersfoort Racing. Il connait une première moitié de saison difficile où il peine à marquer des points mais parvient à en marquer lors de la manche du Red Bull Ring, avec notamment une cinquième place lors de la première course. Il en inscrit trois autres lors de la dernière manche au Mugello et se classe seizième du championnat avec 14 points. Il dispute également quelques courses dans le championnat allemand en tant que pilote invité. En septembre 2022, l'Italien est sélectionné pour participer au FDA Scouting World Finals, concours organisé par la Ferrari Driver Academy,

#### 2023

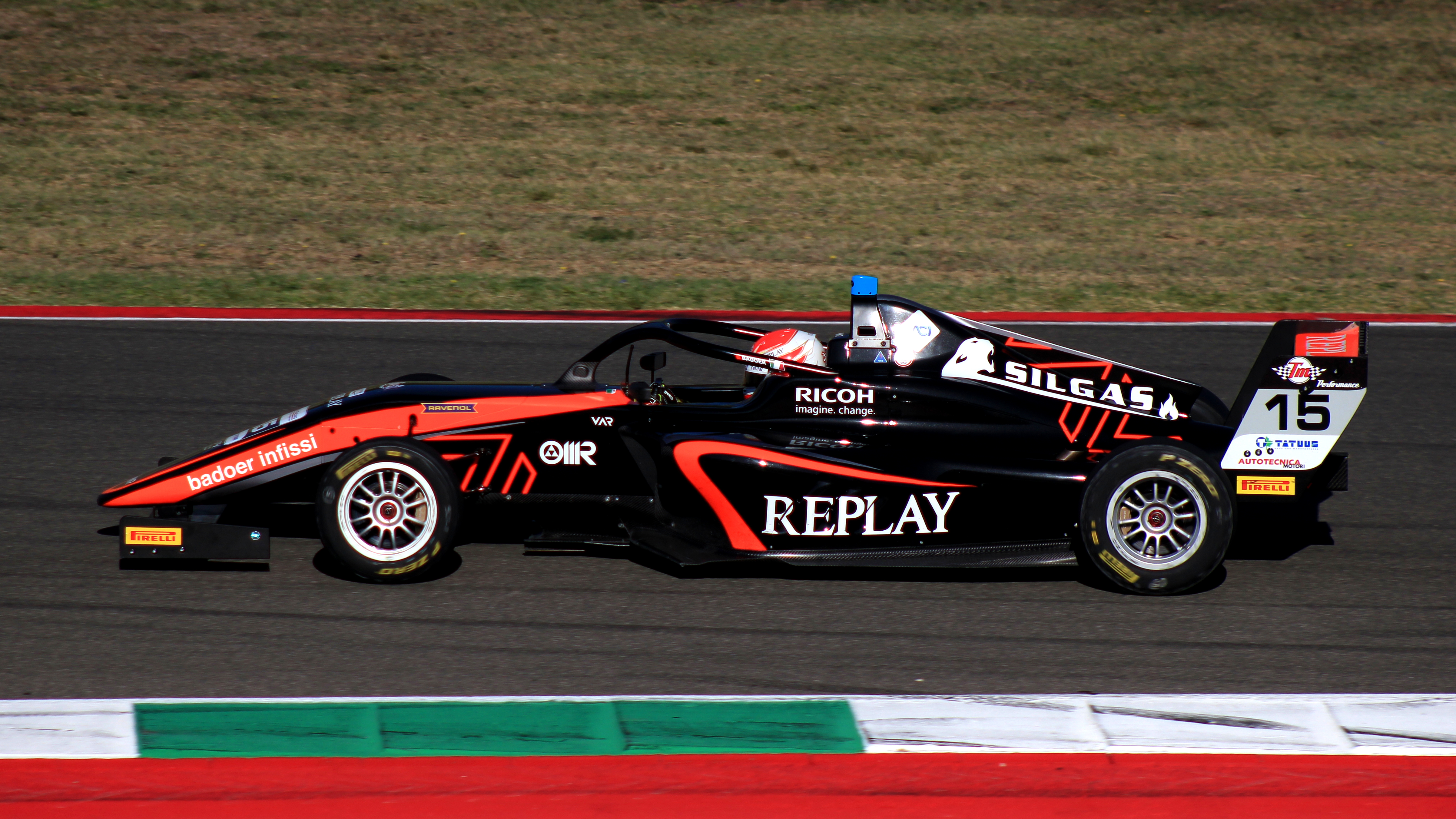
Brando Badoer en Formule 4 italienne en 2023 au Mugello.

Pour la saison 2023, Badoer dispute de nouveau le championnat UAE en vue de sa saison principale, il rejoint les rangs de Pinnacle Motorsport. Il décroche son premier podium lors de la seconde manche du Dubai Autodrome. Malgré son absence lors des deux manches du Koweit, Badoer se classe sixième du championnat avec 69 points. Il revient ensuite dans le championnat italien avec Van Amersfoort Racing, où il décroche son premier podium lors de la première course à Imola. Il en décroche quatre autres tout au long de la saison, dont deux à Monza, et termine régulièrement dans les points. Il se classe sixième du championnat avec 165 points. il participe ensuite au nouveau championnat Euro-4, où il décroche à nouveau un double podium à Monza et se classe sixième du championnat avec 88,5 points. En octobre 2023, Badoer rejoint le McLaren Driver Development Programme en tant que pilote optionnel pour une durée d'un an,,.

### Formule Régionale

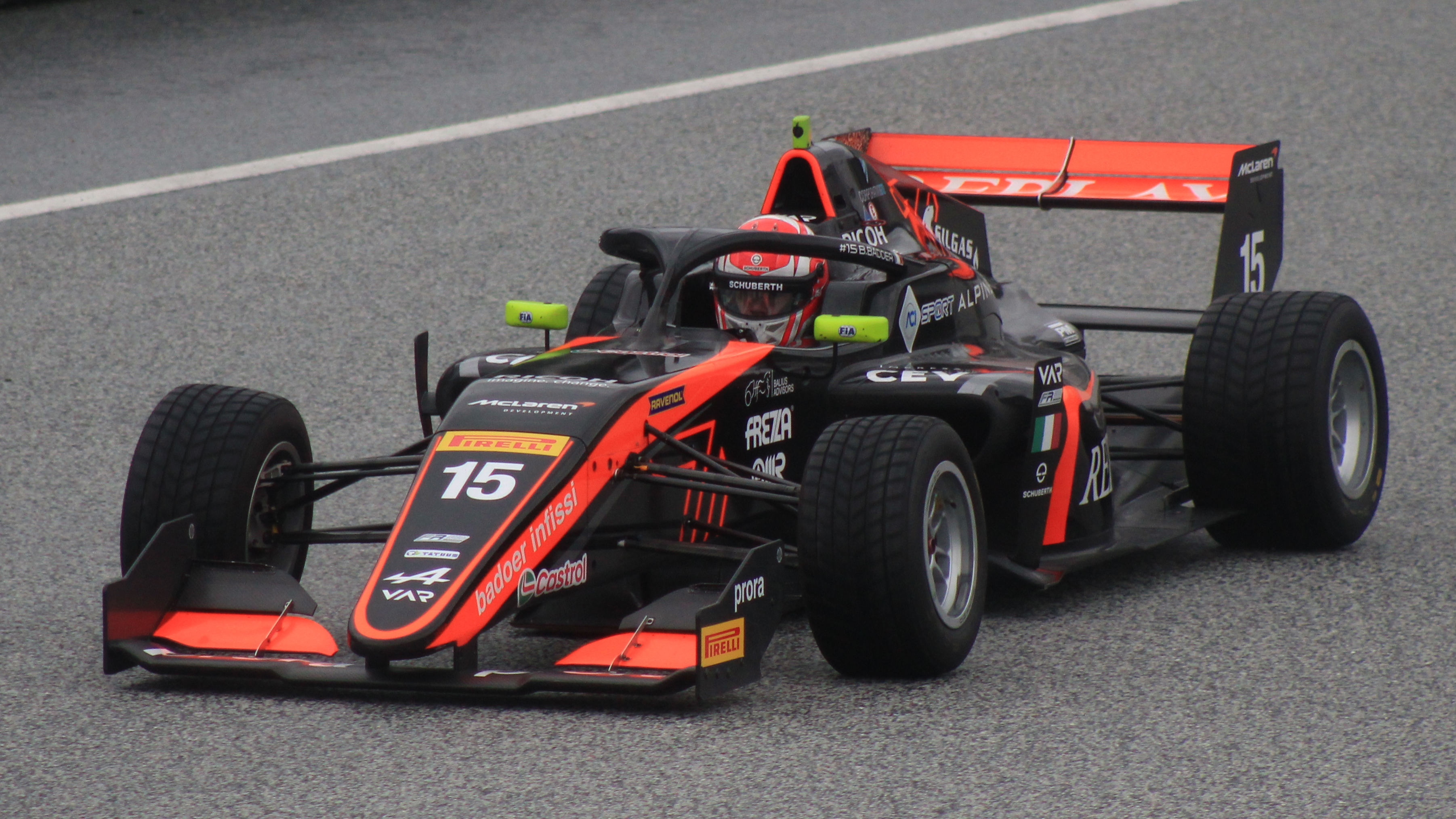
Brando Badoer en Formule Régionale en 2024 à Spielberg.

Durant l'hiver 2024, Badoer participe au Championnat du Moyen-Orient de Formule Régionale avec PHM AIX Racing. il monte à trois reprises sur le podium, dont deux fois lors de la manche du Dubai Autodrome, et se classe dixième du championnat avec 76 points. Il rejoint ensuite le Championnat d'Europe, toujours avec Van Amersfoort.

### Formule 3 FIA
En octobre 2024, Badoer participe aux essais d'après saison de la Formule 3 FIA avec Prema Racing. Quelques semaines plus tard, l'écurie italienne annonce sa titularisation pour la saison 2025 aux côtés de Noel León et de Ugo Ugochukwu.

## Carrière

### Résultats en monoplace
| Saison | Championnat                                      | Écurie                | Courses | Victoires | Pole positions | Meilleurs tours | Podiums | Points | Classement |
| ------ | ------------------------------------------------ | --------------------- | ------- | --------- | -------------- | --------------- | ------- | ------ | ---------- |
| 2022   | Championnat des Émirats arabes unis de Formule 4 | AKM Motorsport        | 16      | 0         | 0              | 0               | 0       | 0      | 28e        |
| 2022   | Championnat d'Italie de Formule 4                | Van Amersfoort Racing | 20      | 0         | 0              | 0               | 0       | 14     | 16e        |
| 2022   | Championnat d'Allemagne de Formule 4             | Van Amersfoort Racing | 6       | 0         | 0              | 0               | 0       | 0†     | 31e        |
| 2023   | Championnat des Émirats arabes unis de Formule 4 | Pinnacle VAR          | 9       | 0         | 0              | 1               | 1       | 69     | 6e         |
| 2023   | Championnat d'Italie de Formule 4                | Van Amersfoort Racing | 21      | 0         | 1              | 3               | 5       | 165    | 6e         |
| 2023   | Championnat d'Euro 4                             | Van Amersfoort Racing | 9       | 0         | 0              | 0               | 3       | 88,5   | 6e         |
| 2024   | Formule Régionale Moyen-Orient                   | PHM AIX Racing        | 15      | 0         | 0              | 0               | 3       | 76     | 10e        |
| 2024   | Formule Régionale Europe                         | Van Amersfoort Racing | 20      | 0         | 1              | 2               | 7       | 174    | 5e         |
| 2025   | Formule Régionale Moyen-Orient                   | PHM Racing            | 15      | 1         | 0              | 0               | 4       | 156    | 4e         |
| 2025   | Formule 3 FIA                                    | Prema Racing          | 17      | 0         | 0              | 0               | 0       | 13     | 23e        |

† Badoer étant un pilote invité, il était inéligible aux points.